# Vila Autódromo

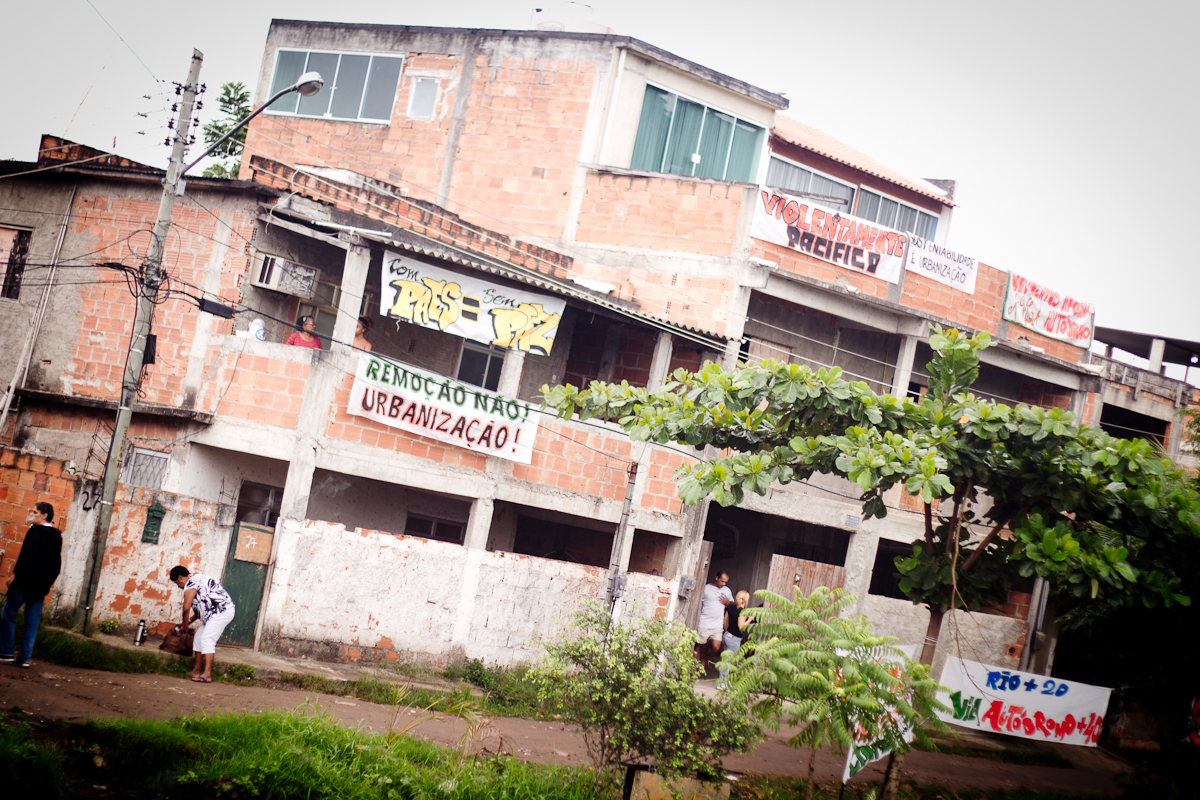
Vila Autódromo em 2012

 Vila Autódromo é uma comunidade urbana, por vezes definida como uma favela, do bairro da Barra da Tijuca, na cidade do Rio de Janeiro, RJ.
A comunidade venceu um prêmio internacional de urbanismo, mas passou a ser combatida durante o governo de Eduardo Paes. Uma grande quantidade de suas famílias foi removida pela prefeitura, e umas poucas restaram após os Jogos Olímpicos de 2016.

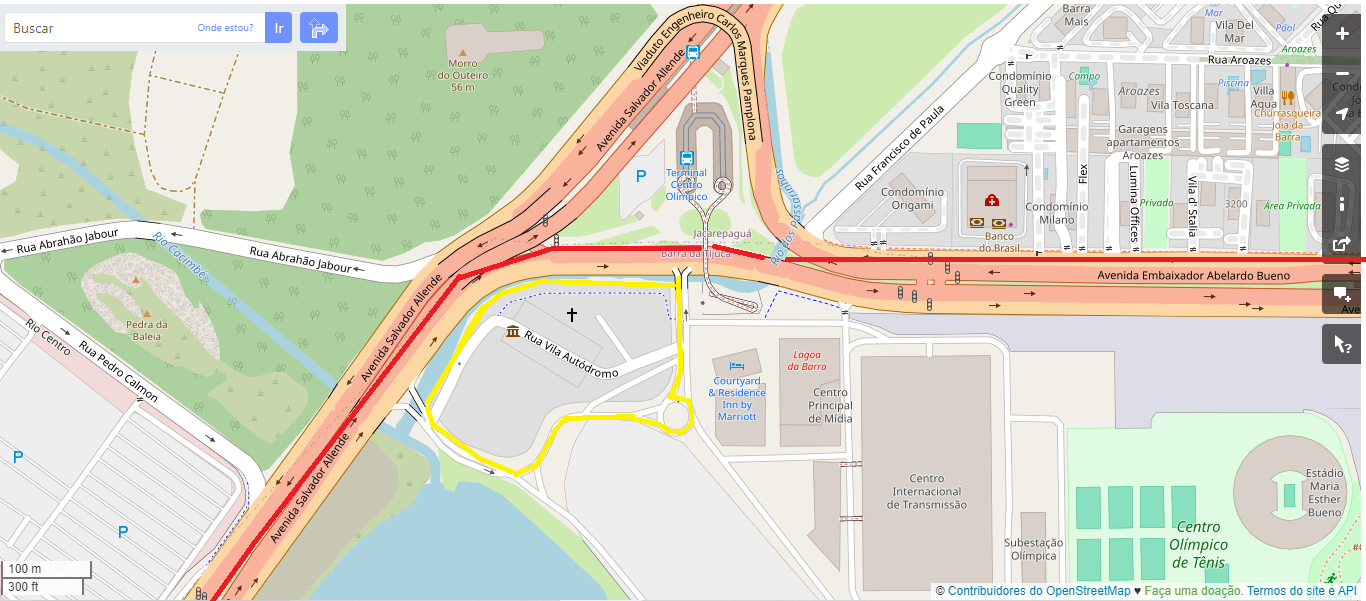
Captura via OpenStreetMaps da Vila Autódromo (envolvida em amarelo), dentro do bairro da Barra da Tijuca (envolvido em vermelho). Acima da linha vermelha, o bairro de Jacarepaguá.

## História
A história da Vila Autódromo remete à 1967, quando se iniciaram as construções. A partir de 1977, quando foram aterradas partes das lagoas para a construção do Riocentro, do Autódromo de Jacarepaguá, e seguida, de um conjunto residencial da Aeronáutica, diversos pescadores foram forçados a migrar para uma faixa entre os muros do autódromo e as margens da lagoa.

## Legado
Em 9 de maio de 2019 estreou o filme Mormaço, drama que conta com roteiro de Marina Meliande e Felipe Bragança e direção de Marina Meliande. Inspirado na história das remoções das casas da comunidade da Vila Autódromo, para a construção das obras para a realização da Olimpíada do Rio 2016. O filme acabou dando destaque para desigualdade social e a especulação imobiliária na cidade do Rio de Janeiro em todo este processo.